# Mount Kizaki
Mount Kizaki är ett berg i Antarktis. Det ligger i Östantarktis. Australien gör anspråk på området. Toppen på Mount Kizaki är 1 597 meter över havet.
Terrängen runt Mount Kizaki är huvudsakligen platt. Trakten är obefolkad. Det finns inga samhällen i närheten.